# Balatonmáriafürdő
Balatonmáriafürdő je obec v Maďarsku v župě Somogy. Obec se nachází na pobřeží Balatonu.
Její rozloha činí 26,77 km² a v roce 2024 zde žilo 835 obyvatel.

## Partnerské obce
- Auleben, Německo
- Koźmin, Polsko